# Tjajka
För andra betydelser, se Tjajka (olika betydelser).

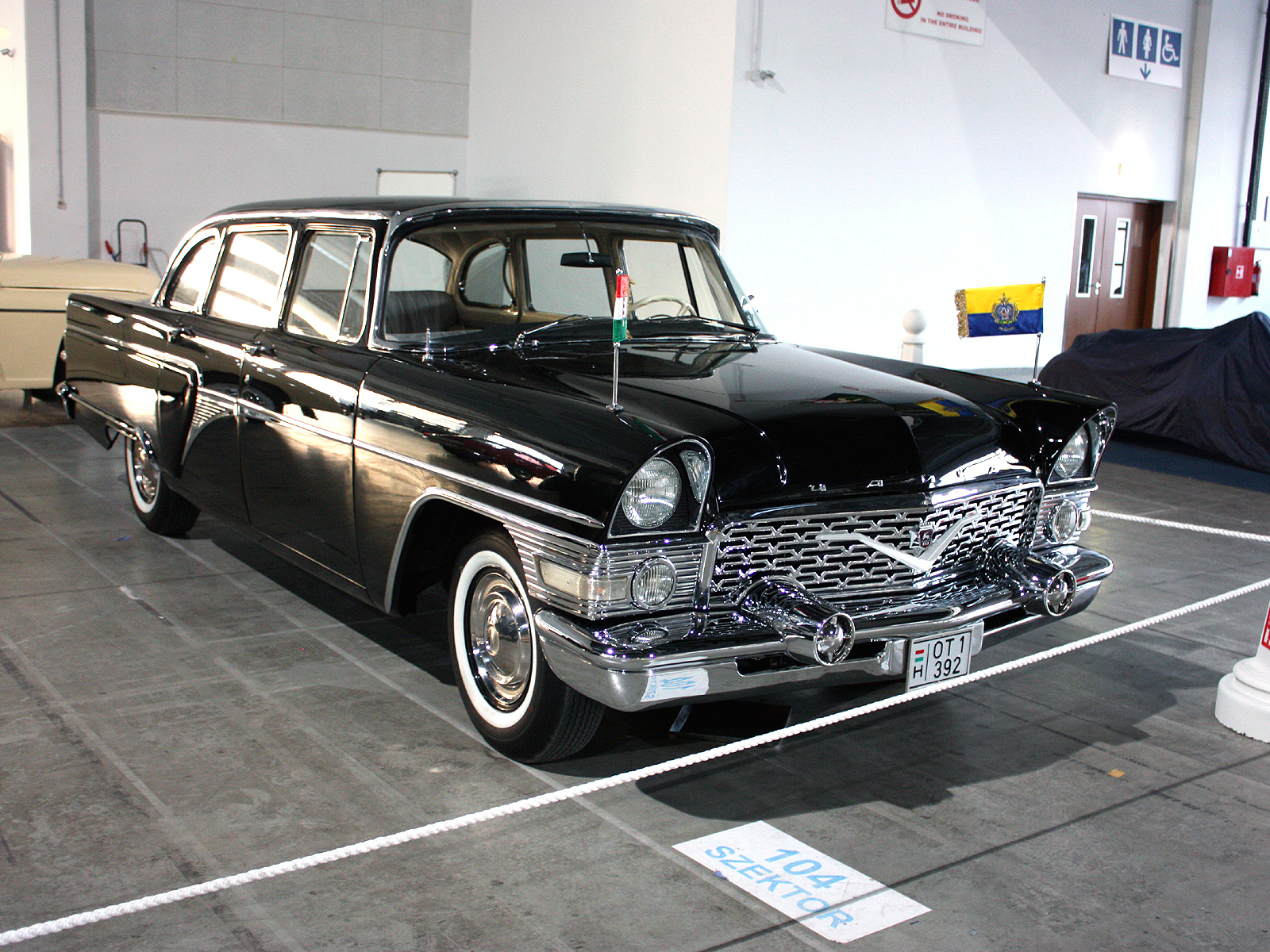
GAZ-13 Tjajka

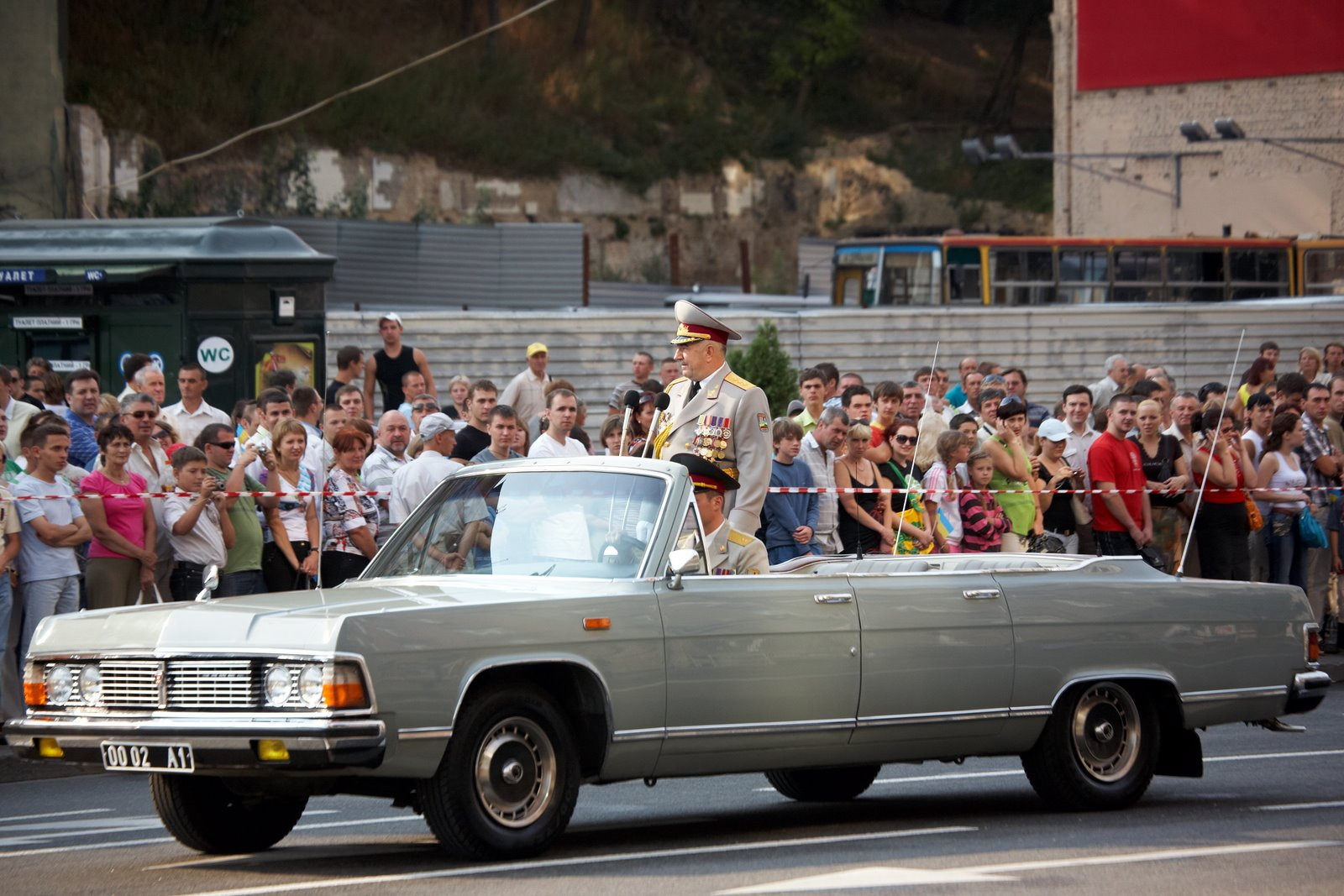
GAZ-14 Tjajka i cabrioletutförande.

Tjajka (ryska: Чайка) var en exklusiv lyxbil från Sovjetunionen tillverkad av GAZ. Den tillverkades i två generationer, GAZ-13 (1959–81) och GAZ-14 (1977–89). Tjajkan ansågs vara något mindre exklusiv än en limousine från ZIL. De var inte till allmän försäljning utan förfogades över av regeringen och högt uppsatta personer i Sovjetunionen och andra kommunistiska länder. Den 5,6 meter långa GAZ-13 var en efterträdare till GAZ-12 ZIM och hade en design som påminner om amerikanska 1950-talsbilar, medan den 6,1 meter långa GAZ-14 hade en modernare, kantigare, design. Bilarna drevs av en 5,5-liters V8 och hade automatisk växellåda. De flesta bilar var av sedantyp, men i mindre upplaga tillverkades även cabriolet- och kombimodeller.